# 주기적 성질

원소의 주기적 성질 경향

화학에서 주기적 성질(Periodic trends)은 주기율표에 나타나는 특정 패턴으로, 주기 및 족에 따라 묶인 특정 원소의 다양한 성질을 보여준다. 1863년 러시아의 화학자 드미트리 멘델레예프가 발견했다. 주요 주기적 성질에는 원자 반지름, 이온화 에너지, 전자 친화도, 전기 음성도, 친핵성, 친전자성, 원자가, 핵 전하, 금속성 등이 있다. 멘델레예프는 주기율표의 기초를 다졌다. 멘델레예프는 원소를 원자량을 기준으로 정리했으며, 발견되지 않은 원소의 자리로 예상되는 빈 공간을 남겼다. 멘델레예프가 이 경향을 발견하여 그는 세 가지 미지의 원소의 존재와 성질을 예측할 수 있었고, 이들은 나중에 다른 화학자가 발견하여 갈륨, 스칸듐, 저마늄으로 명명되었다. 영국의 물리학자 헨리 모즐리는 원자량 대신 원자 번호로 원소를 정리하면 비슷한 성질을 가진 원소가 자연스럽게 묶어진다는 것을 발견했다.

## 성질 요약
| 주기적 성질   | 주기를 따라              | 족을 따라 |
| ------------- | ------------------------ | --------- |
| 원자 반지름   | 감소                     | 증가      |
| 친핵성        | 감소                     | 증가      |
| 금속성        | 감소                     | 증가      |
| 핵 전하       | 증가                     | 증가      |
| 유효 핵전하   | 증가                     | 감소      |
| 이온화 에너지 | 증가                     | 감소      |
| 전자 친화도   | 증가                     | 감소      |
| 전기 음성도   | 증가                     | 감소      |
| 비금속성      | 증가                     | 감소      |
| 원자가 전자   | 증가                     | 일정      |
| 원자가        | 처음에는 증가하다가 감소 | 일정      |

## 원자 반지름

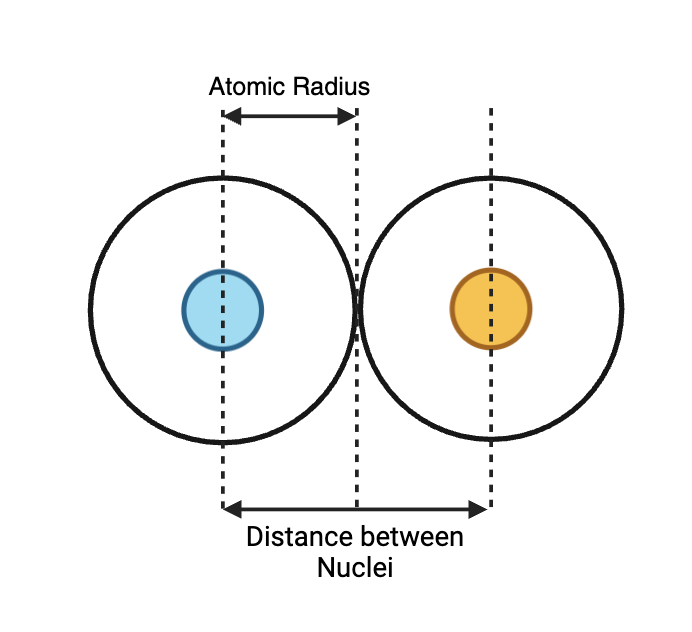
원자 반지름은 두 원자의 두 핵 사이 거리의 절반이다.

원자 반지름은 원자핵부터 원자의 가장 바깥쪽 전자 궤도까지의 거리이다. 일반적으로 원자 반지름은 주기에서 왼쪽에서 오른쪽으로 갈수록 감소하고, 족에서 아래로 내려갈수록 증가한다. 이는 주기에서 원자가 전자가 같은 가장 바깥쪽 전자 껍질에 있기 때문이다. 같은 주기에서 왼쪽에서 오른쪽으로 이동할수록 원자 번호가 증가하고, 이는 다시 유효 핵전하를 증가시킨다. 인력의 증가는 원소의 원자 반지름을 감소시킨다. 족에서 아래로 내려갈수록 새로운 껍질이 추가되어 원자 반지름이 증가한다.

## 핵 전하와 유효 핵전하
핵 전하는 원소의 원자핵에 있는 양성자의 수로 정의된다. 따라서 주기에서 왼쪽에서 오른쪽으로, 족에서 위에서 아래로 갈수록 핵에 있는 양성자의 수가 증가함에 따라 핵 전하도 증가한다. 그러나 다중 전자 원자의 전자는 다른 전자의 가림 효과로 인해 전체 핵 전하가 그대로 핵 전하로 반영되지 못한다. 이 경우 이러한 가림 현상이 발생하는 원자의 핵 전하를 유효 핵전하라고 한다. 가림 효과는 원자의 내부 전자 껍질 수가 증가함에 따라 증가한다. 따라서 주기에서 왼쪽에서 오른쪽으로 갈수록 유효 핵전하는 계속 증가한다. 그러나 족에서 위에서 아래로 갈수록 껍질 수가 증가함에 따라 유효 핵전하는 감소한다.

## 이온화 에너지
이온화 에너지는 기체 상태의 원자나 이온의 전자가 원자핵의 인력의 영향에서 벗어나기 위해 흡수해야 하는 최소한의 에너지이다. 이를 이온화 전위라고도 한다. 1차 이온화 에너지는 중성 원자에서 첫 번째 전자를 제거하는 데 필요한 에너지량이다. 중성 원자에서 두 번째 전자를 제거하는 데 필요한 에너지를 2차 이온화 에너지라고 한다.
현대 주기율표에서 주기를 따라 왼쪽에서 오른쪽으로 이동하면 핵 전하가 증가하고 원자 크기가 감소함에 따라 이온화 에너지가 증가한다. 원자 크기 감소는 전자와 핵 사이의 더욱 강력한 인력으로 이어진다. 그러나 족에서 아래로 이동하면 원자가 껍질이 추가되어 원자 크기가 증가하고, 이에 따라 핵이 전자를 끌어당기는 힘이 약해져 이온화 에너지가 감소한다.

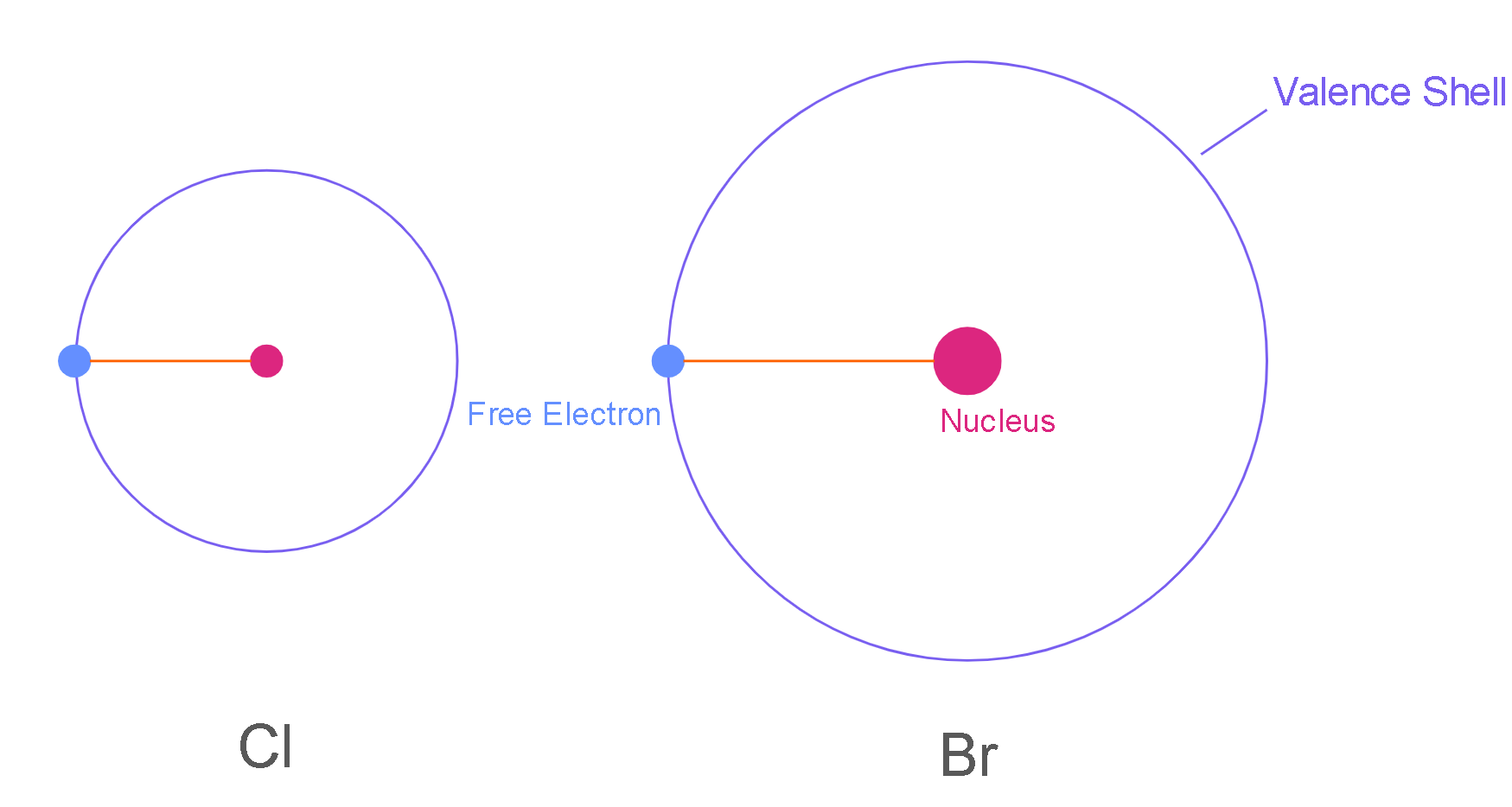
두 전기 음성 원자(즉, 염소와 브로민) 사이의 이온화 에너지와 전자 친화도는 원자가 껍질과 핵 사이의 공간이 증가함에 따라 감소한다.

## 전자 친화도
중성 기체 원자에 전자가 추가되어 음이온을 형성할 때 방출되는 에너지를 전자 친화도라고 한다. 경향적으로, 주기를 따라 왼쪽에서 오른쪽으로 진행함에 따라 핵 전하가 증가하고 원자 크기가 감소하여 핵과 추가된 전자 사이의 인력이 더 강력해지므로 전자 친화도는 증가한다. 그러나 족에서 아래로 이동하면 원자가 껍질이 추가되어 원자 크기가 증가하므로 핵이 전자를 끌어당기는 힘이 약해져 전자 친화도는 감소한다. 플루오린이 가장 큰 전자 친화도를 가질 것으로 보일 수 있지만, 그 작은 크기가 전자들 사이에 충분한 반발력을 생성하여 염소가 할로젠족에서 가장 높은 전자 친화도를 갖게 된다.

## 전기 음성도

폴링 전기 음성도의 주기적 변화

분자 내의 원자가 공유 전자쌍을 자신 쪽으로 끌어당기는 경향을 전기 음성도라고 한다. 이는 단지 경향일 뿐이므로 무차원량이다. 전기 음성도를 측정하는 데 가장 흔히 사용되는 척도는 라이너스 폴링이 고안했다. 이 척도는 그의 이름을 따서 폴링 척도로 명명되었다. 이 척도에 따르면 플루오린이 가장 전기 음성도가 높은 원소이고, 세슘이 가장 전기 음성도가 낮은 원소이다.
경향적으로, 현대 주기율표에서 주기를 따라 왼쪽에서 오른쪽으로 이동함에 따라 핵 전하가 증가하고 원자 크기가 감소하므로 전기 음성도가 증가한다. 그러나 족에서 아래로 이동하면 원자가 껍질이 추가되어 원자 크기가 증가하므로 원자의 전자에 대한 인력이 감소하여 전기 음성도가 감소한다.
그러나 13족(붕소족)에서는 전기 음성도가 붕소에서 알루미늄으로 갈수록 감소하다가 족을 따라 내려갈수록 증가한다. 이는 족을 따라 내려갈수록 원자 크기가 증가하지만, 동시에 내부 d 및 f 전자의 가림 효과가 약해져 유효 핵 전하가 증가하기 때문이다. 그 결과 핵이 전자를 끌어당기는 힘이 증가하고, 따라서 알루미늄에서 탈륨으로 갈수록 전기 음성도가 증가한다.

## 원자가
원소의 원자가는 안정한 전자 배치를 얻기 위해 원자가 잃거나 얻어야 하는 전자의 수이다. 간단히 말해, 원소가 화합물을 형성하는 결합 능력의 척도이다. 가장 바깥쪽 전자 껍질에 있는 전자는 일반적으로 원자가 전자라고 알려져 있으며, 원자가 전자의 수가 원자의 원자가를 결정한다.
경향적으로, 주기를 따라 왼쪽에서 오른쪽으로 이동할 때 원소의 원자가 전자의 수는 증가하여 1에서 8 사이로 변한다. 그러나 원소의 원자가는 처음에는 1에서 4로 증가하다가 비활성 기체에 도달하면 0으로 감소한다. 그러나 족에서 아래로 이동할 때 원자가 전자의 수는 일반적으로 변하지 않는다. 따라서 많은 경우에 특정 족의 원소들은 같은 원자가를 갖는다. 그러나 이 주기적 경향은 무거운 원소, 특히 f-블록과 전이 금속에서는 항상 따르지 않는다. 이 원소들은 (n-1)d 오비탈이 바깥에서 두 번째 오비탈이고 ns 오비탈이 가장 바깥쪽 오비탈이므로 가변 원자가를 보인다. 이 (n-1)d와 ns 오비탈(예: 4d와 5s)의 에너지는 상대적으로 가깝다.

## 금속성 및 비금속성
금속성은 일반적으로 족을 따라 아래로 내려갈수록 증가하는데, 이는 핵과 최외곽 전자 사이의 인력이 감소하여 이들 전자가 더 느슨하게 결합되어 열과 전기를 전도할 수 있게 되기 때문이다. 각 주기에서 왼쪽에서 오른쪽으로 갈수록 핵과 최외곽 전자 사이의 인력이 증가하여 금속성이 감소한다. 반대로 비금속성은 족을 따라 내려갈수록 감소하고 주기를 따라 갈수록 증가한다.

## 친핵성 및 친전자성
친전자성은 친전자체라고 불리는 전자 부족 물질이 전자를 받아들이는 경향을 말한다. 이와 유사하게 친핵성은 친핵체라고 알려진 전자 풍부 물질이 다른 물질에 전자를 제공하려는 경향으로 정의된다. 주기율표의 경향은 원소의 친핵성 및 친전자성을 예측하는 데 유용하다. 일반적으로 친핵성은 전기 음성도가 증가함에 따라 감소하며, 이는 주기율표에서 왼쪽에서 오른쪽으로 갈수록 친핵성이 감소함을 의미한다. 반면에 친전자성은 일반적으로 전기 음성도가 증가함에 따라 증가하며, 이는 주기율표에서 왼쪽에서 오른쪽으로 갈수록 친전자성이 증가하는 경향을 따른다. 그러나 친전자체의 특정 분자 또는 화학 환경도 친전자성에 영향을 미친다. 따라서 친전자성은 주기적 경향만으로는 정확하게 예측할 수 없다.

## 같이 보기
- 주기율표
- 주기율표의 역사
- 원자 성질에 따른 원소 목록

## 추가 자료
- Periodic Table Of Elements (IUPAC)